# كورديليا راي
كورديليا راي (بالإنجليزية: Cordelia Ray)‏ هي مُدرسة وكاتِبة وشاعرة أمريكية، ولدت في 30 أغسطس 1849 في نيويورك في الولايات المتحدة، وتوفيت في 1916.